# 済生会滋賀県病院
社会福祉法人 恩賜財団 済生会滋賀県病院（しゃかいふくしほうじん おんしざいだん さいせいかいしがけんびょういん）は、滋賀県栗東市にある民間病院。地域医療支援病院の承認を受けるほか、臨床研修病院や災害拠点病院などの指定を受けている。

## 沿革
- 1924年（大正13年）10月 - 大津診療所として開院。
- 1937年（昭和12年）10月 - 病院に昇格し、滋賀県病院に改称。
- 1949年（昭和24年）12月 - 医療法施行規則により、財団法人済生会滋賀県病院に改称。
- 1962年（昭和37年）
  - 4月 - 現在地に新築移転。移転当初は157床であった。
  - 7月 - 湖南伝染病組合立伝染病舎を併設（30床）。
- 1964年（昭和39年）4月 - 救急告示指定病院の認定を受ける。
- 1967年（昭和42年）4月 - 特別養護老人ホーム淡海荘（50床）を併設し、附属准看護学院（定員30名）を開院する。
- 1980年（昭和55年）12月 - 病院新本館を新築。
- 1981年（昭和56年）10月 - 旧本館および病棟を改築する。
- 1992年（平成4年）12月 - 特別養護老人ホーム淡海荘を移転新築し、100床に増設。
- 1994年（平成6年）4月 - 訪問看護ステーションを新設する。
- 1996年（平成8年）4月 - 滋賀県済生会看護専門学校を移転新築。第3次救命救急センターを開設し、46床を増床する。
- 1997年（平成9年）4月 - 災害拠点病院に指定され、災害用ヘリポートを設置する。
- 1998年（平成10年）4月 - 新病院基本構想を策定する。
- 1999年（平成11年）4月 - 法改正に伴い、伝染病床を削減。同病棟は4床のみとなる。
- 2000年（平成12年）
  - 3月 - 臨床研修病院に指定される。
  - 4月 - 介護老人保健施設ケアポート栗東（100床）を新築。
- 2004年（平成16年）3月 - 新病院が完成。同年6月より新病院での診療を開始する。
- 2005年（平成17年）5月 - 日本医療機能評価機構による病院機能評価「訪問審査」を受審する。
- 2006年（平成18年）1月 - 「日本医療機能評価機構認定Ver.4.0」を取得する。
- 2009年（平成21年）6月 - 地域医療支援病院の承認を受ける。
- 2011年（平成23年）
  - 1月 - 「日本医療機能評価機構認定Ver.6.0」を取得する。
  - 9月 - ドクターカーの運用を開始。
- 2012年（平成24年）4月 - 卒後臨床研修評価機能認定（4年）を受ける。
- 2013年（平成25年）
  - 4月 - 院内保育所「なでしこキッズ」が開園する。
  - 10月 - 京滋地域ドクターヘリの基地病院となることが決定する。
- 2015年（平成27年）4月28日 - 当病院を拠点とする関西広域連合のドクターヘリの運航を開始[2]。
- 2016年（平成28年）1月 - 「日本医療機能評価機構認定3rdG:Ver.1.1」を取得する。
- 2017年（平成29年）
  - 2月 - SCU病棟を開設（6床）。
  - 7月 - 手術支援ロボット「ダビンチ（da Vinci）」を導入する。
- 2018年（平成30年）4月 - 歯科を開設する。
- 2021年（令和3年）1月 - SCU病棟を12床に増床する。

（注記なき出典：）

## 診療科
- 総合内科
- 糖尿病・代謝内科
- 禁煙外来
- 呼吸器内科
- 消化器内科
- 循環器内科
- 腎臓内科
- 血液内科
- 神経内科
- 小児科
- 外科
- 整形外科
- 形成外科
- 脳神経外科
- 心臓血管外科
- 皮膚科
- 泌尿器科
- 産科・婦人科
- 眼科
- 歯科
- 耳鼻咽喉科
- 放射線科
- リハビリテーション科
- 麻酔科
- 病理診断科
- 救急科

## アクセス
公共交通機関
- JR琵琶湖線（東海道本線）守山駅
  - 草津・栗東・守山くるっとバス「済生会病院」停留所下車。
  - 同駅よりタクシー約15分。
- JR琵琶湖線（東海道本線）栗東駅
  - 草津・栗東・守山くるっとバスまたは帝産湖南交通「済生会病院」停留所下車。
  - 同駅よりタクシー約10分。
- JR琵琶湖線（東海道本線）・JR草津線草津駅
  - 草津・栗東・守山くるっとバスまたは滋賀バス「済生会病院」停留所下車。
  - 同駅よりタクシー約15分。
- JR草津線手原駅
  - くりちゃんバス「済生会病院」停留所下車。
  - 同駅よりタクシー約5分、徒歩約20分。

（注：滋賀バスを除く各バス路線はすべて平日のみ運行するが、滋賀バスは当院を経由しない便も混在する）
自動車
- 名神高速道路栗東IC（国道8号出口（近江八幡・守山方面））より約3分。

（アクセス情報の出典：）

## 不祥事
2006年、救命救急センター長（当時51歳）が自殺した。センター長は2005年のJR福知山線脱線事故で救出活動に率先して参加した事で知られていた。自殺の原因は病院側による上記事故救出活動に対して過剰な対外活動指示からくる過労と病院や同僚医師によるやっかみから精神的に追い詰められてのものであるとして、2008年にセンター長の父（当時85歳）が病院側に対し訴えを起こし、これに対して病院側も反論した。その後、裁判係争中に父も亡くなったことで訴訟を引き継ぐ者がいなくなり訴えは取り下げられた。